# كوايك لايف (لعبة)
كويك لايف(زلزال مباشر) هي لعبة فيديو من نوع إطلاق النار في الساحة من منظور الشخص الأول، تم تطويرها بواسطة شركة إد سوفتوير. تعتبر كوايك لايف نسخة محدثة من لعبة كوايك 3 ارينا ، وقد تم تصميمها في الأصل كلعبة مجانية قابلة للعب عبر الإنترنت من خلال مكون إضافي لمتصفح الويب في 17 سبتمبر 2014، تم إعادة إطلاق اللعبة كعنوان مستقل على منصة ستيم.
كانت لعبة كويك لايف في السابق لعبة مجانية، مع توفير خيارات اشتراك تمنح اللاعبين ساحات لعب إضافية، وأنواعًا مختلفة من الألعاب، وخيارات متنوعة خادم ألعاب . ومع ذلك، لم تعد اللعبة مجانية بعد تاريخ 27 أكتوبر 2015، وتم إزالة جميع خيارات الاشتراك.

## طريقة اللعب
تتألف طريقة اللعب في لعبة كويك لايف من سعي اللاعبين إلى قتل أكبر عدد ممكن من الخصوم مقارنة بأي لاعب أو فريق آخر في المباراة. يتحقق ذلك من خلال التجول في بيئة ثلاثية الأبعاد وإطلاق النار على لاعبين آخرين باستخدام مجموعة متنوعة من الأسلحة، مع جمع عناصر الصحة والدروع والأسلحة والذخيرة ومعززات الطاقة المختلفة. ومع تقدم اللاعبين في المستوى، فإنهم يستخدمون حيلًا وتقنيات أخرى مثل القفز الصاروخي والاندفاع الجانبي.
تم إصدار كويك لايف كنسخة مجانية من كويك 3 ارينا :الذهبي  (التي تتضمن كويك3 وحزمة التوسعة الخاصة بها، ساحة الفريق) وكانت متاحة حصريًا من خلال متصفح الويب. اعتمد نظام التوفيق بين اللاعبين على مستوى المهارة من خلال "محرك اللعبة" الذي طورته شركة GaimTheory. وبعد إغلاق GaimTheory، تولت شركة إد سوفتوير مسؤولية تطوير نظام التوفيق بين اللاعبين.

### أوضاع اللعبة

ساحة كويك لايف

- مباراة للجميع (FFA): يشارك اللاعبون في مباراة، حيث يقاتل كل شخص من أجل نفسه. من يصل إلى حد الشظايا أولاً يفوز وتنتهي اللعبة. عندما تنتهي المهلة الزمنية، يكون اللاعب الذي لديه أكبر عدد من القطع هو الفائز.
  - Instagib: وضع الجميع مجانًا أو TDM حيث يبدأ اللاعبون بمدفع سككي فقط. لا توجد أي تعزيزات في جميع أنحاء الخريطة (أي الصحة، والذخيرة، والأسلحة). خوادم Instagib غير مصنفة. Instagib هي ضربة واحدة قتل واحدة.
- المبارزة: قتال لاعب ضد لاعب (1 ضد 1). من يحصل على أكبر عدد من القطع قبل انتهاء الوقت يفوز.
- السباق: يبدأ اللاعبون عند نقطة/علم، ويجب عليهم الوصول إلى نقطة أخرى بأسرع ما يمكن باستخدام القفز الجانبي، والقفز الصاروخي، وتقنيات أخرى، والتنافس ضد لاعبين آخرين. يستخدم فيزياء PQL، حتى يتحرك اللاعب بشكل أسرع من المعتاد.
- مباراة الموت الجماعية (TDM): نفس قواعد وضع الجميع ولكن في هذا الوضع، يتقاتل فريقان مع بعضهما البعض.
- ساحة العشيرة (CA): لعبة تعتمد على الفريق حيث يبدأ الجميع مجهزين بالكامل بالدروع والأسلحة الكاملة. عند تفتيتها، يجب على اللاعب الانتظار حتى تبدأ الجولة التالية. يتمكن اللاعبون من القفز الصاروخي وتسلق البلازما دون أي عقوبة صحية. لا يتعرض اللاعبون في نفس الفريق لأي ضرر من أسلحة زملائهم في الفريق.
- في نمط "الاستيلاء على العلم"، توجد قاعدة لكل فريق تحتوي على علم. من أجل الحصول على النقاط والفوز بالمباراة، يجب على اللاعب أخذ علم الفريق المنافس وإعادته إلى قاعدته، مع الحفاظ على علم فريقه آمنًا في قاعدته. يتمتع اللاعبون بالقدرة على إسقاط العلم في أي وقت محدد كنوع من المناورات التكتيكية.
  - InstaCTF: مشابه لـ Instagib (أي المدفع الكهرومغناطيسي، وعدم وجود عناصر تعزيز الطاقة، وما إلى ذلك) ولكن بتنسيق CTF. خوادم Instagib CTF غير مصنفة أيضًا.
- 1-flag CTF (1FCTF): كل فريق يقاتل من أجل السيطرة على العلم الأبيض في الوسط، ويعمل على حمله إلى حامل علم العدو. على عكس CTF، يمكن رمي العلم في 1FCTF بين زملاء الفريق وكذلك من خلال أجهزة النقل الآني.
- الحاصدة (HAR): عندما يتم تقطيع لاعب، تظهر جمجمة من مولد الجمجمة. يجب على اللاعبين بعد ذلك حمل الجماجم إلى حامل علم العدو لكسب النقاط.
- تجميد العلامة (FT): وضع لعب يعتمد على الفريق ويجمع بين عناصر ساحة العشيرة ومباراة الموت الجماعية. بدلاً من المشاهدة عندما يتم تقطيع أحدهم، يتم "تجميده" بدلاً من ذلك، ولا يمكن إعادة ظهوره حتى يقوم لاعب في فريقه "بتذويبه" عن طريق الوقوف بجانبه لعدة ثوانٍ. عندما يتم تجميد جميع اللاعبين في فريق واحد، يفوز الفريق الآخر بالجولة.
  - InstaFreeze (IFT): مشابه لـ Instagib (أي المدفع الكهرومغناطيسي، وعدم وجود عناصر تعزيز الطاقة، وما إلى ذلك) ولكن بتنسيق FT. خوادم Instagib FT غير مصنفة أيضًا.
- السيطرة (DOM): احصل على نقاط السيطرة لكسب النقاط لفريقك. أول فريق يصل إلى الحد الأقصى للنقاط يفوز.
- في نمط "الهجوم والدفاع"، يظهر اللاعبون وهم مجهزون بجميع الأسلحة والدروع الكاملة، ويتناوبون في كل جولة على مهاجمة أو الدفاع عن العلم. قم بأخذ علم العدو لتحصل على نقطة إضافية. قم بإزالة الفريق المنافس أو الاستيلاء على علمه للفوز بالجولة.
- في وضع "الفريق الأحمر"، ينضم كل لاعب إلى أحد الفريقين، الأحمر أو الأزرق، ويتنافس الفريقان في مباراة مستمرة. عندما يُقتل أحد اللاعبين، فإنه يعود فورًا إلى اللعبة كعضو في الفريق الخصم. هذا يسمح باللعب دون انقطاع، بدلًا من انتظار الجولة التالية. تنتهي اللعبة عندما لا يتبقى لاعبون في أحد الفريقين. يحصل اللاعبون على نقطة واحدة مقابل كل لاعب يقتلونه، ويفقدون نقطة واحدة عند موتهم. اللاعب الذي يحصل على أعلى عدد من النقاط في نهاية الجولة هو الفائز في تلك المباراة.

خلال كلمته الرئيسية في مؤتمر كوايك كون 2008، أوضح جون كارماك أن لعبة كوايك لايف لا تخطط للسماح بتعديلات المستخدمين، لكنهم وظفوا مؤلفي تعديلات كوايك 3 الناجحين للمساعدة في مشروعهم. يعتمد عدد كبير من الخرائط بشكل كبير على الخرائط الأصلية من كوإيك 3 ارينا و ساحة الفريق، بالإضافة إلى الخرائط الشهيرة التي أنشأها المستخدمون. تتضمن الإضافات الحديثة للخرائط أيضًا خرائط من إصدارات كوايك السابقة، مثل "The Edge"، المشابهة بشكل كبير لخريطة كوايك 3 الشهيرة Q2DM1.

## استقبال
منح موقع بي سي غيمر اللعبة تقييمًا قدره 8.8 من 10، مع تعليق جاء فيه: "قد تكون كوايك لايف لعبة تصويب مضى عليها 10 أعوام، إلا أنها لا تزال لعبة رائعة."

## روابط خارجية
- الموقع الرسمي

قالب:Quake